# Palanyar
Palanyar is een bestuurslaag in het regentschap Pandeglang van de provincie Banten, Indonesië. Palanyar telt 4258 inwoners (volkstelling 2010).